# Cardinalul Richelieu
Armand-Jean I. du Plessis de Richelieu, intrat în istorie cu numele de Cardinalul Richelieu, (n. 9 septembrie 1585 în palatul Richelieu, departamentul Indre-et-Loire; d. 4 decembrie 1642 în Paris) a fost un cleric, nobil și om politic francez.
A avut titlurile de Marquis du Chillou, episcop de Luçon (1608), cardinal (1622), prim duce de Richelieu (1631) și prim duce de Fronsac (1634), abate de Cluny, Cîteaux și Prémontré. De asemenea numit "Eminența roșie", a fost cel mai apropiat consilier al lui Ludovic al XIII-lea, țelul său fiind schimbarea structurii statului francez într-o monarhie absolută și slăbirea hegemoniei Habsburgice în Europa.

## Tinerețe
Născut la Paris, Armand du Plessis a fost al patrulea copil într-o familie cu cinci copii, dintre care ultimii trei fii. Cu toate că obârșia lui a fost din rândul nobilimii mici, familia lui are un rol mai însemnat în Poitou. Tatăl lui, Francois de Plessis, a fost soldat, iar mama lui, Susane de la Porte, a fost fiica unui jurist renumit.  Din copilărie a fost delicat și a suferit accese frecvente de probleme de sănătate de-a lungul vieții.
La vârsta de cinci ani Richelieu rămâne orfan de tată, acesta murind în războiul religiilor  și lăsând familia cu datorii; cu ajutorul material al curții regale, familia lui reușește să înlăture greutățile financiare. Începând de la vârsta de nouă ani, Richelieu este trimis la Colegiul Navara din Paris pentru a studia filozofia. După terminarea studiilor era interesat de cariera militară, căutând să urmeze cariera tatălui său.
Regele Henric al III-lea își exprimă recunoștința pentru meritele lui Richelieu în războiul religiilor, dăruind familiei lui o parohie (dioceză) în Luçon. Familia și-a însușit majoritatea veniturilor parohiei pentru necesitățile proprii, fapt care a fost criticat de clerici. Ca să-și asigure mai departe veniturile din parohie, mama lui Richelieu îl trimite pe Alphonse, al doilea fiu al ei, să studieze sperând ca el să devină episcop de Luçon. Acesta însă a devenit călugăr, deoarece nu își dorea să devină episcop. Astfel, a fost nevoie ca Armand să își curme ambițiile legate de o carieră militară și să se alăture clerului.
În 1606 regele Henric al IV-lea îl nominalizează pe Richelieu să devină episcop de Luçon. Richelieu fiind un copil slab, bolnăvicios, Episcopia era convinsă că după terminarea studiilor teologice, acesta nu ar fi în stare să preia dioceza din Luçon. În aprilie 1607, cu dispensă papală (aprobarea papei fiind necesară întrucât Richelieu era prea tânăr pentru această funcție), Richelieu este sfințit ca episcop. În 1608, el devine episcop în Luçon, unde, cu o energie deosebită, face ordine în dioceza dezorganizată în timpul războiului hughenot. El este primul episcop din Franța care aplică în practică hotărârile luate de Conciliul de la Trento.

## Prietenia cu "Père Iosif"
În această perioadă de timp, Richelieu se împrietenește cu François Le Clerc du Tremblay, un călugăr capucin, care mai târziu devine unul din oamenii săi de încredere. Încă din tinerețe, Richelieu dovedește interes pentru arena politică și presupunându-se că ar fi luat parte la întrunirea de la Loudon, unde se duceau tratative cu privire la o revoltă a nobililor, la care a participat și du Tremblay "Père Iosif" reprezentând interesele reginei Maria de Medici. De la acesta Richelieu află amănunte despre mersul tratativelor, în el crescând o aversiune contra Habsburgilor; mai târziu, atunci când Richelieu a devenit cardinal, "Père Iosif" numit și eminența cenușie (din cauza culorii gri a robei lui) a ajuns omul lui de încredere, aducând pe cale diplomatică servicii importante statului.

## Ascensiunea la putere

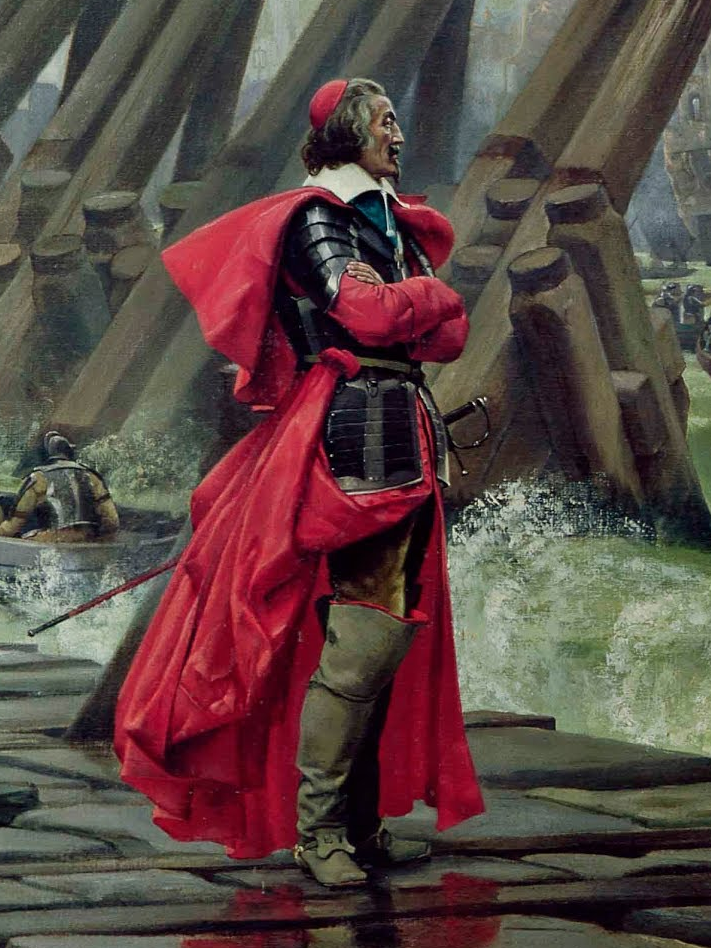
Cardinalul Richelieu

La adunarea generală din 1614, la care a luat parte ca reprezentant al Clerului din "Poitou", Richelieu a impresionat adunarea printr-un discurs briliant. Maria de Medici, în calitate de regentă (fiind mama regelui Ludovic XIII-lea care era încă minor), îl aduce la curtea regală pe Richelieu în 1616. În același an el devine secretar de stat, cu resortul "politica externă" și "război".
Tânărul rege reușește să o înlăture mai târziu de la putere pe regina-mamă și pe favoritul reginei Concino Concini, cel mai puternic ministru din regat. Richeliu pierde funcția lui ca secretar de stat, fiind surghiunit la Avignon în 1618. Acolo, Richelieu își petrece cea mai mare parte a timpului scriind; el compune catehismul intitulat  L'Instruction du chrétien.
În 1619, Maria de Médici scăpă din detenția ei de la Castelul Blois, devenind liderul titular al rebeliunii aristocratice. Regele și ducele de Luynes îl readuc la curte pe Richelieu și-l însărcinează cu tratativele cu regina mamă. Richelieu s-a achitat cu succes de acest demers, de medierea dintre ea și fiul ei. Negocierile complexe au dat roade când Tratatul de la Angoulême a fost ratificat; Mariei de Medici i s-a dat libertate deplină însă trebuia să rămână în condiții de pace cu regele. De asemenea, regina și-a recăpătat poziția în consiliul regal.
După decesul favoritului regelui, ducele de Luynes, în 1621, are loc rapida ascensiune la putere a lui Richelieu. Anul următor, regele îl nominalizează pe Richelieu pentru funcția de cardinal pe care Papa Grigore al XV-lea i-o acordă la 19 aprilie 1622. Crizele din Franța, inclusiv rebeliunea hughenoților îl transformă pe Richelieu în sfătuitorul indispensabil al regelui. După ce este numit în consiliul de miniștri la 29 aprilie 1624, el a intrigat împotriva șefului miniștrilor, Charles, duce de La Vieuville. La 12 august în același an, La Vieuville a fost arestat și acuzat de corupție iar cardinalul Richelieu i-a luat locul ziua următoare deși cardinalul de la Rochefoucauld a rămas președintele consiliului (oficial Richelieu a fost numit președinte în noiembrie 1629).

## Prim ministru
Politica cardinalului Richelieu a implicat două obiective principale: centralizarea puterii în Franța și opoziția față de dinastia de Habsburg (care a domnit atât în Austria cât și în Spania). La scurt timp după ce a devenit ministrul principal a lui Ludovic, el s-a confruntat cu o criză în Valtellina, în nordul Italiei. Richelieu i-a sprijinit pe protestanți ai cantonului elvețian  Grisons. Cardinalul a dislocat trupe în Valtellina, de unde au fost alungate garnizoanele Papei. Decizia lui Richelieu de a sprijini un canton protestant împotriva Papei a fost o previzualizare a politicii de putere pur diplomatice pe care el a adoptat-o în politica sa externă.

## Lupta împotriva hughenoților
Hughenoții (protestanții), alcătuiau un "stat în stat" în timpul lui Ludovic al XIII-lea în Franța. Prin Edictul din Nantes aveau asigurate orașe cu o administrație militară proprie și erau sprijiniți de englezi, care le erau aliați. După asasinarea lui Henric IV-lea, protectorul hughenoților, s-au iscat din nou conflicte militare între hughenoți și catolici. Pentru a realiza o monarhie absolută de durată în Franța, Richelieu trebuia să nimicească potențialul militar hughenot. Principalul oraș hughenot, La Rochelle, cade după un asediu de un an, în 1628. Prin Edictul din Ales din 1629 hughenoții păstrează libertatea cultului lor, însă pierd definitiv potențialul militar.

## Rolul Franței în Războiul de Treizeci de Ani (1618-1648)

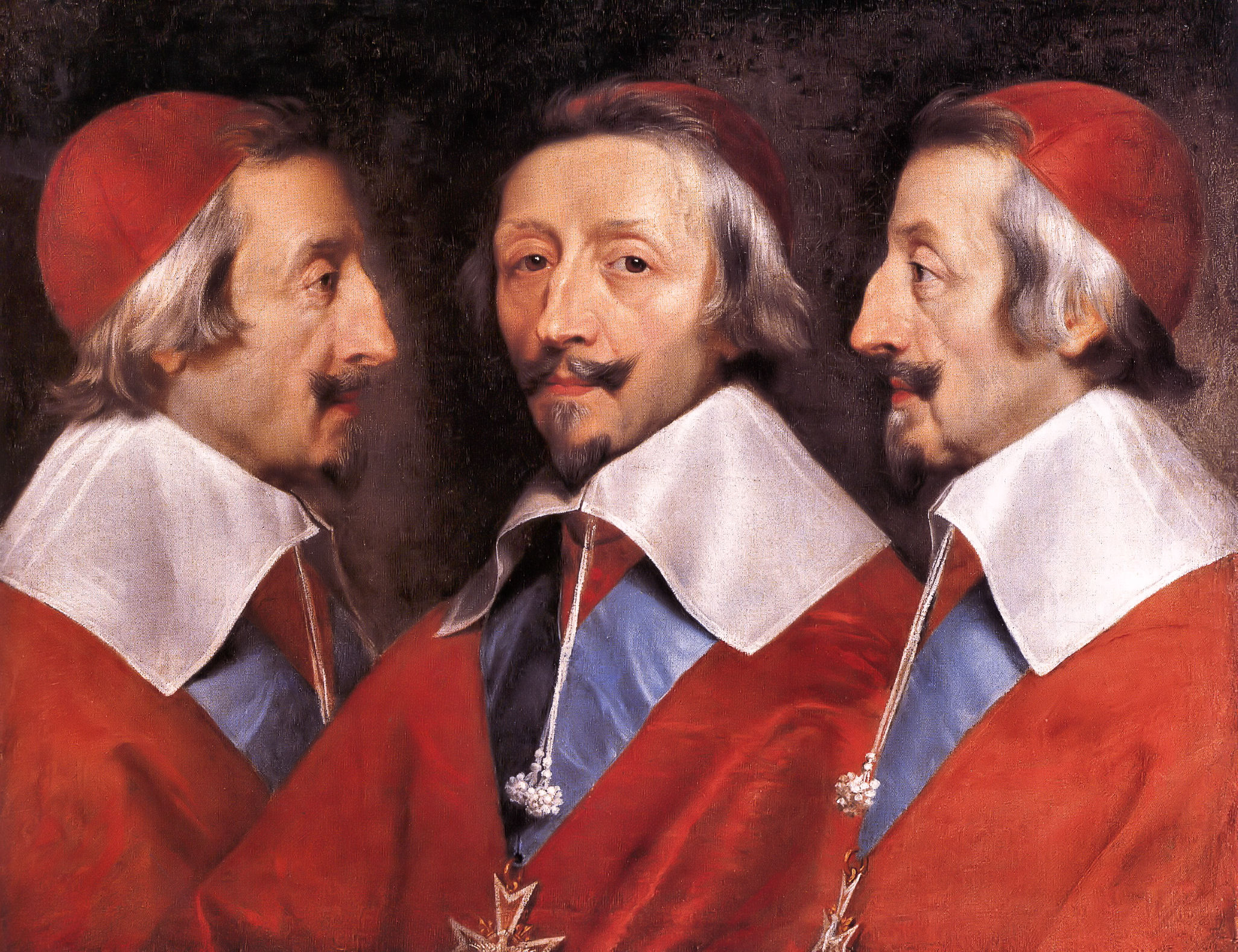
Triplu portret al cardinalului de Richelieu, de Philippe de Champaigne (1637 sau 1642), National Gallery, Londra

Ca să sfârșească hegemonia Spaniei în Europa, Richelieu s-a folosit în mod iscusit de disensiunile religioase existente în mod latent în Europa, la escaladarea cărora a contribuit în mod substanțial. Pe când în politica internă Franța lupta împotriva protestanților (hughenoților), în plan extern, în contextul pregătirii Războiului de treizeci de ani, a sprijinit principii protestanți împotriva trupelor spaniole și imperiale. Prin Pactul din Bärwalde din 1631, Richelieu îi asigură regelui Suediei Gustav II Adolf un sprijin financiar de un milion livre (pfunnd) pe an, pentru finanțarea războiului contra catolicilor, sprijin care l-a ajutat pe regele suedez să ajungă cu trupele sale până în sudul Germaniei actuale. În 1635 intră in acest război chiar Franța (catolică) de partea protestantă împotriva papei, habsburgilor, Sfântului Imperiu Roman, trupele ei fiind conduse de un episcop catolic.
Înainte ascensiunii lui Richelieu la putere, majoritatea Europei era prinsă în Războiul de treizeci de ani Franța nu era în război deschis cu Habsburgii, care conduceau Spania și Sfântul Imperiu Roman, astfel subvențiile și ajutorul mergeau în secret către dușmanii lor. El a considerat Țările de Jos (Olanda) ca fiind unul dintre cei mai importanți aliați ai Franței, datorită poziționării la granița cu Spania Olandeză, la acea vreme exact în mijlocul Războiului de optzeci de ani cu Spania. 

## Complotul împotriva lui Richelieu
"Scopul scuză mijloacele" era una din devizele Cardinalului Richelieu, adversarii politici fiind nimiciți fără scrupule sau milă.
Existau multe alianțe făcute fără a ține seamă de religie, iar această politică a determinat dezaprobarea bisericii catolice și a nobilimii franceze, politica lui lovindu-se de o rezistență franceză tot mai accentuată. Astfel au avut loc o serie de tentative de comploturi, care mulțumită rețelei de spionaj al lui Richelieu, au fost înlăturate.
- În 1626 regina mamă încearcă cu sprijinul lui Richelieu să-l căsătorească forțat pe fratele regelui, ducele de Orleans. Această manevră politică a determinat dezaprobarea unora dintre marii nobili care au fost implicați într-un atentat împotriva cardinalului, ca de exemplu ducesa de Chevreuse și amantul ei, marchizul de Chalais. Complotul este descoperit, iar marchizul este condamnat la moarte, ducesa trimisă în surghiun la Poitou, în timp ce fratele regelui este grațiat cu condiția să se căsătorească împotriva voinței lui cu Marie de Bourbon-Montpensier.
- 10 ani mai târziu are loc o altă încercare de a îl ucide pe Richelieu. Aceasta urma să aibă loc în 1636 la Amiens, unde se aflau trupele franceze pornite împotriva armatei spaniole din Picardie. În acest complot este implicat contele de Montresor favoritul ducelui de Orleans și contele de Soisons, generalul fiind în tabăra politică a reginei mame. După descoperirea complotului, Soisons se refugiază la Sedan unde în 1637 adună trupe împreună cu alți complici. În anul 1641 se întoarce în Franța în fruntea unei armate habsburgice, învingându-l pe mareșalul francez de Chatillon în bătălia de la La Marfee din 6 iulie 1641, însă moare în timpul sărbătoririi triumfului său printr-un glonț neașteptat.

În anul 1642, sănătatea lui Richelieu s-a deteriorat puternic. Simțind că i se apropie moartea, acesta l-a numit ca succesor pe unul dintre adepții săi cei mai de încredere, Jules Cardinal Mazarin. Deși Mazarin a fost inițial un reprezentant al Vaticanului, el a ieșit din slujba papei pentru a intra în slujba regelui Franței. Mazarin a devenit succesorul lui Richelieu atunci când acesta a murit la 4 decembrie 1642. Cardinalul este înmormântat la biserica din Sorbona.

## Merite culturale
În anul 1635 a pus bazele Academiei Franceze.